# Данюшево
Даню́шево (бел. Даню́шава, пол. Daniszew) — деревня в Сморгонском районе Гродненской области Белоруссии. Входит в состав Жодишковского сельсовета. Через деревню проходит автомобильная дорога местного значения Н6768 Войниденяты — Данюшево.

## География
Расположена в северной части района на правом берегу реки Вилия. Расстояние до районного центра Сморгонь по автодороге — около 10,5 км, до центра сельсовета агрогородка Жодишки по прямой — 8 км. Ближайшие населённые пункты — Гориденяты, Заблотье, Марковцы.

## История
Впервые упоминается в письменных источниках в 1443 году, в которых иногда именуется как Донюшов.
В 1620 году на средства Яна Кишки был построен первый костёл.
В 1728 год Николай Кошиц основал здесь иезуитскую миссию. После ликвидации ордена иезуитов в 1773 году костёл стал приходским.
В результате третьего раздела Речи Посполитой (1795 год) Данюшево оказалось в составе Российской империи.
В 1809 году Мартин Климанский построил в местечке новый костёл.
В 1857 году Константин Тышкевич в своей монографии «Вилия и её берега» об экспедиции по Вилии так описал свои впечатления от Данюшево:
На высоком правом берегу Вилии, среди зелени деревьев белеет шляхетская усадьба, благоустроенная и богатая. За ней скромный деревянный костёл, а дальше — длинная деревня, аккуратная и чистая.
В 1861 году имение принадлежало помещице Чарновской. В имении числилось 510 крепостных душ мужского пола (в том числе 52 дворовых) и 133 двора, из которых 74 были издельные и 59 дворов, состоящих частично на оброке и частично на барщине. Всего удобной земли в имении было 1619,25 десятин (по 3,5 десятины на душу). Величина денежного оброка была различная в зависимости от величины земельного надела: для барщинных дворов сумма была по 77, 58 и 39 копеек; для смешанных по 21 рублю 55 копеек, для других смешанных по 1 рублю 55 копеек и вдобавок они должны были отбывать 1008 верст дороги, 24 дня сгонных, ночной караул, дань, ссыпка хлеба, строительные, постройка заборов, сторожевство (как и барщинные), работы на фабриках за плату 1 р. 50 к. в месяц. Натуральные повинности с двора были следующие: очередной караул, ссыпка хлеба по 12 гарнцев овса с каждого двора, на содержание переправы на р. Вилии, вывозка дров, сторожевство, 4 курицы, 20 яиц, 60 грибов, постройка заборов. Пригона со двора в зависимости от величины земельного участка было по 156 и 104 дней для душ мужского пола, по 104 и 52 дня для женского пола. Сгона было по 12, 9 и 6 дней с рабочей души мужского пола.
В 1899 году ксёндз Гинтовт Никозег при помощи прихожан расширил божницу. Католический приход Данюшева относился к Свирскому деканату и насчитывал 3720 верующих.
В Первую мировую войну в Данюшево находился немецкий госпиталь. В это время во дворе костёла были установлены два памятника умершим офицерам. Позже, после стабилизации линии фронта возле местечка, немцы воздвигли перед костёлом большой памятник из камня и бетона, посвящённый «памяти славного наступления 1915 года». По окончании войны останки немецких солдат и офицеров были перезахоронены на военном кладбище в деревне Марковцы. На высоком каменном постаменте немецкого памятника поставили скульптуру Деве Марии.
В соответствии с условиями Рижского договора 1921 года Данюшево отошло к Польской Республике. В 1939 году местечко вошло в состав БССР.
25 августа 1946 г. был арестован "за антисоветскую агитацию" ксендз костела в м. Кривичи Кривичского района Иосиф Казимирович Крапивницкий (род. в 1882 г. в д. Данюшево Сморгонского района). В 1960-е годы советские власти насильственно закрыли костёл (опять действует с 1980-х).
Согласно переписи население деревни в 1999 году насчитывало 39 человек.

## Достопримечательности
- На противоположном от Данюшево берегу Вилии располагается территория ландшафтно-ботанического заказника «Голубые озёра».
- Костёл Святой Троицы (1809), ограда —  Историко-культурная ценность Республики Беларусь, шифр 413Г000711.
- Брама усадьба Оскерков

### Памятник, скульптура
- Воинский мемориал

### Утраченное наследие
- Усадебно-парковый комплекс Оскерков (XIX в.)

## Галерея

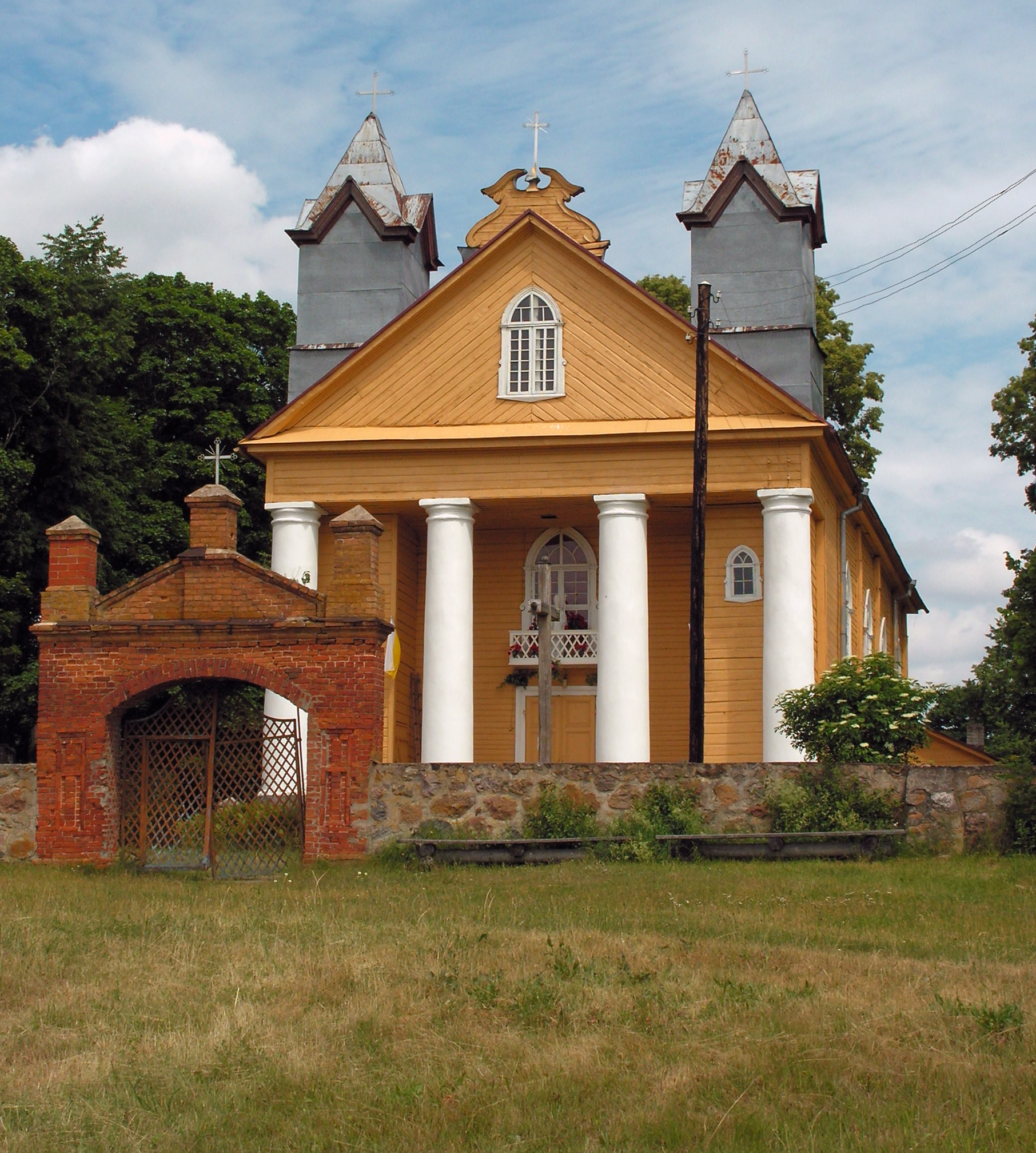
Костёл Святой Троицы
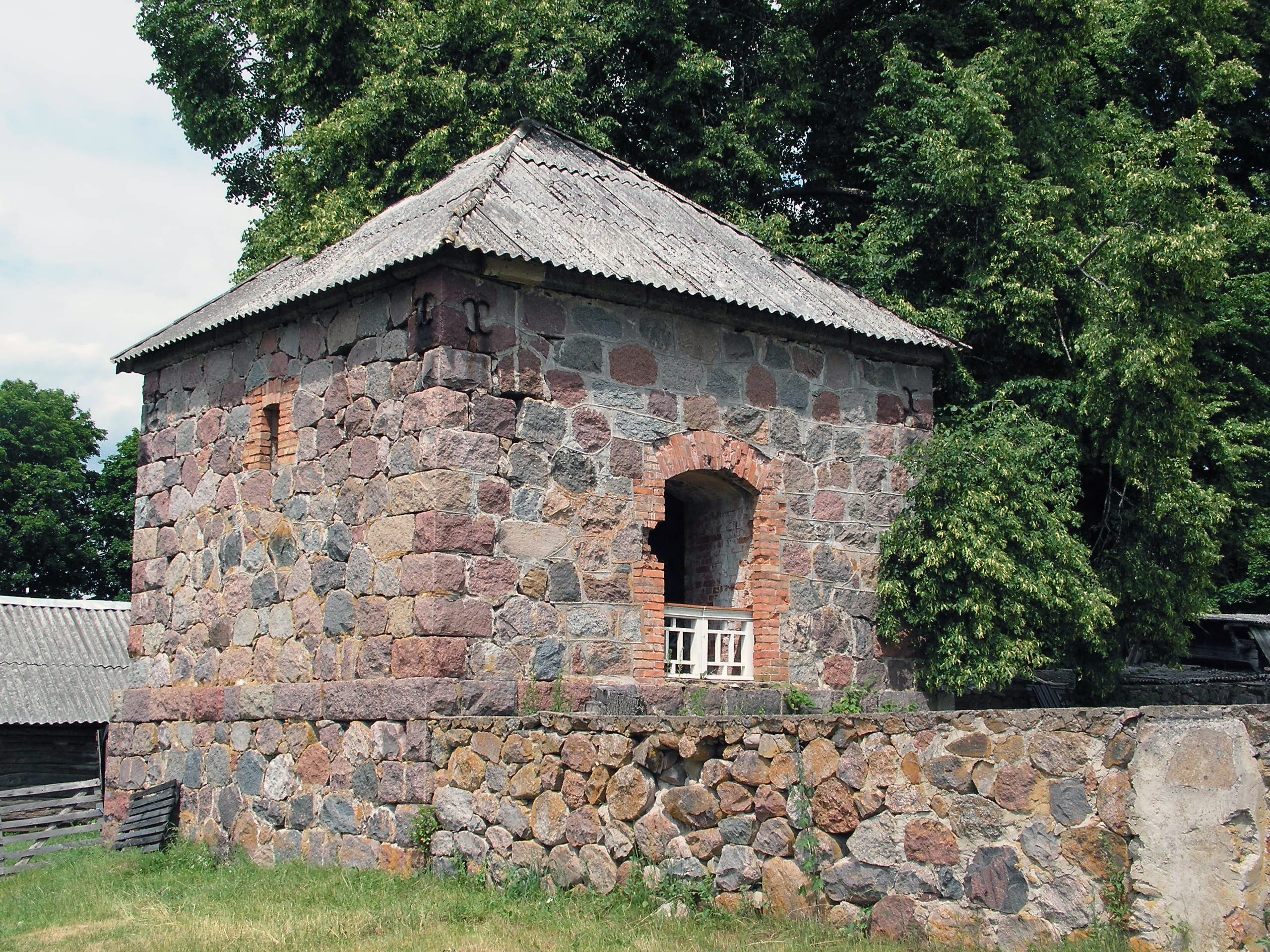
Бывшая звонница
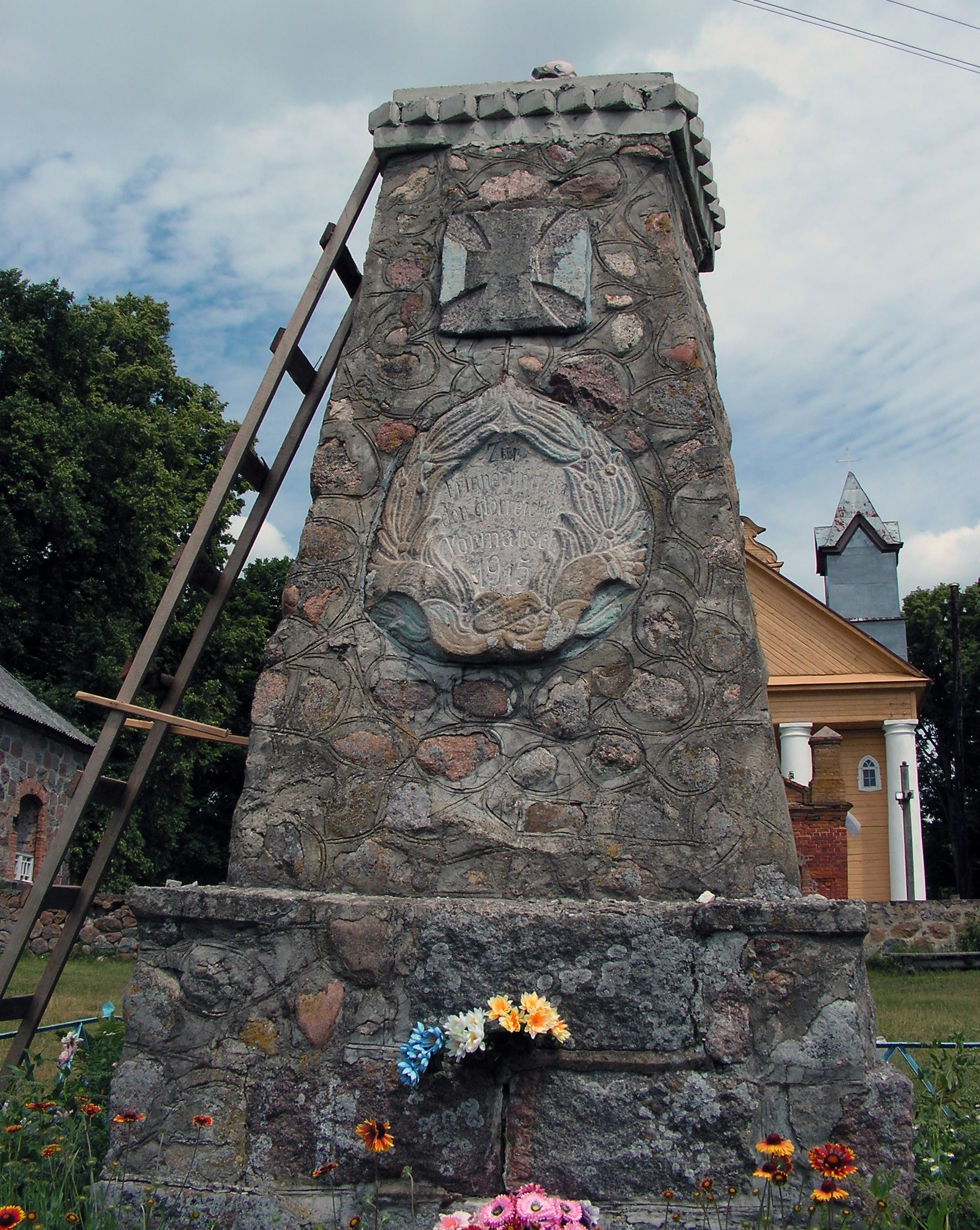
Памятник
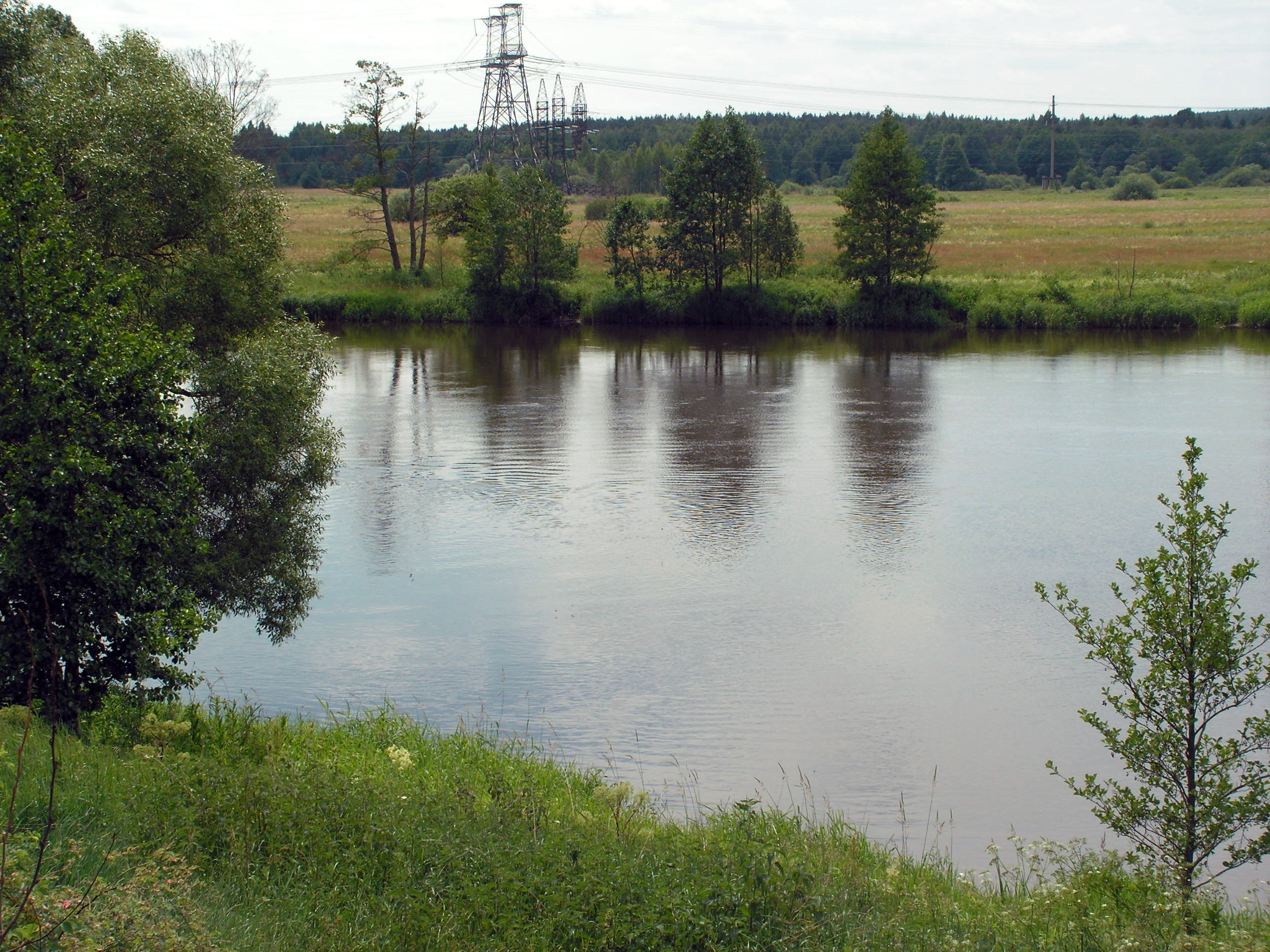
Река Вилия